# Corona (zespół muzyczny)
Corona – włoska grupa muzyczna wykonująca eurodance. Założona w 1993 w Rzymie.
Zespół tworzyli: Francesco Bontempi (producent) oraz Olga Maria De Souza (wokalistka). Najbardziej znane utwory grupy to „The Rhythm Of The Night” oraz „Baby Baby”. Formacja wydała cztery albumy.

## Albumy
- 1994 – The Rhythm Of The Night
- 1998 – Walking On Music
- 2000 – And Me U
- 2010 – Y Generation

## Single
- 1993 – The Rhythm of the Night
- 1995 – Baby Baby
- 1995 – Try Me Out
- 1995 – I Don't Wanna Be A Star
- 1996 – Megamix
- 1997 – The Power of Love
- 1998 – Walking On Music
- 1998 – Magic Touch
- 2000 – Good Love
- 2006 – I'll Be Your Lady
- 2006 – Back in Time
- 2007 – La playa del sol
- 2008 – Rhythm of the Night (vs. Frisco)
- 2010 – Angel
- 2010 – Saturday
- 2012 – Hurry Up (feat. Mikey P)
- 2013 – Queen of Town
- 2014 – Stay with Me